# Dicranomyia aurantiothorax
Dicranomyia aurantiothorax är en tvåvingeart som först beskrevs av Alexander 1941. Dicranomyia aurantiothorax ingår i släktet Dicranomyia och familjen småharkrankar.
Artens utbredningsområde är Panama. Inga underarter finns listade i Catalogue of Life.